# Honda VTR250

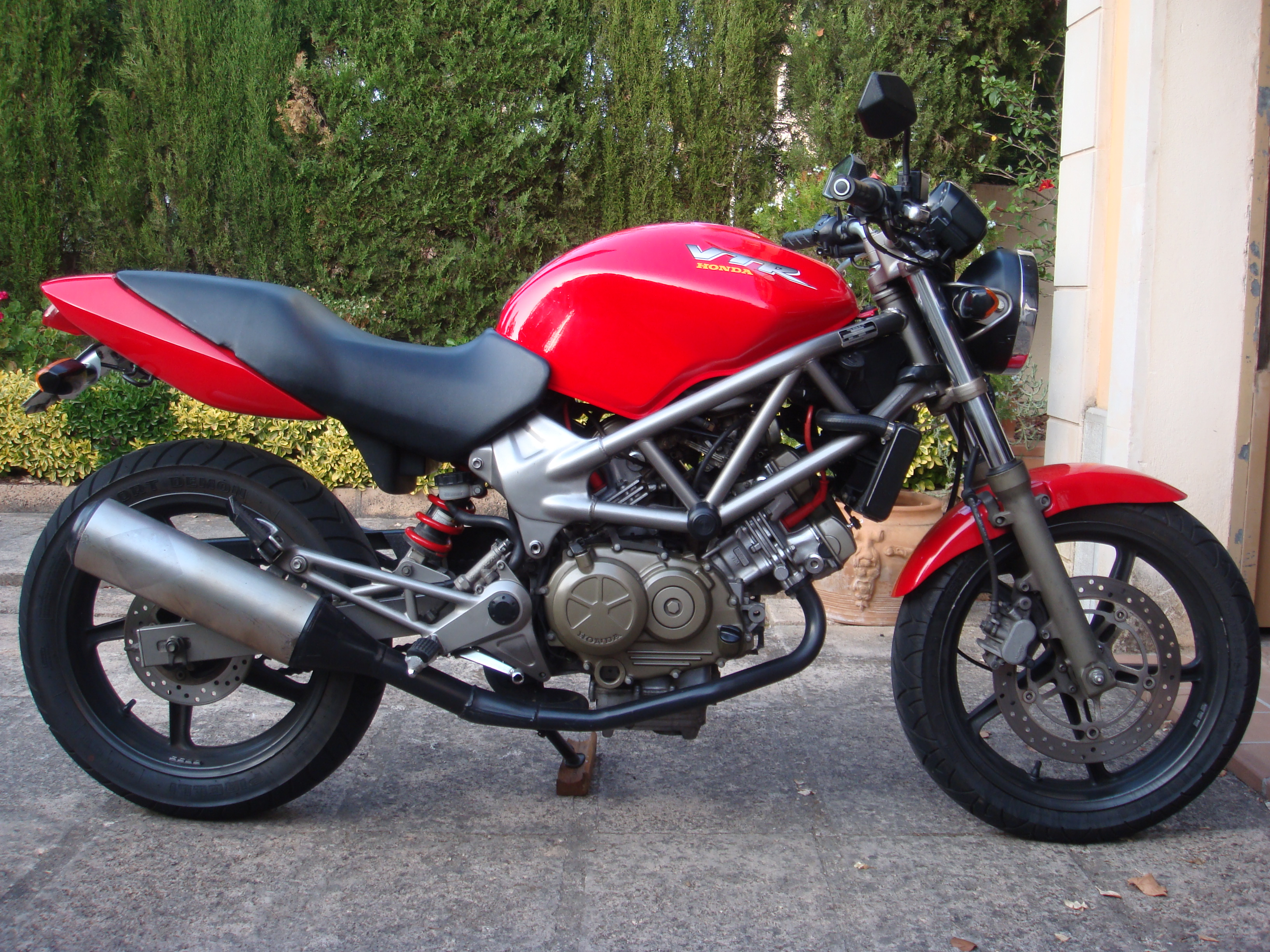
Honda VTR 250cc del año 1999

La Honda VTR250 es una motocicleta de la casa japonesa Honda. Sus antecesoras son la Honda VT250F de 1982, VT250 Spada 1989 y Honda VTR 250 Interceptor que se vendió únicamente en Estados Unidos desde 1988 hasta 1990. 
La primera generación de la VTR (carburación) se comercializó entre 1999 y 2007. En 2009 salió una nueva versión con cambios estéticos y pasó a ser de inyección. En 2013 salió la VTR 250 F una versión semicarenada.

## Características Técnicas
| Motor                   | 2 Cilindros V-90° 4 Tiempos, DOHC 8 Válvulas (2/cilindro).  |
| Cilindrada              | 249cc.                                                      |
| Potencia                | 32cv. (23.9 kW) a 10500 rpm.                                |
| Par Motor               | 2.4 Kgm a 8500 rpm.                                         |
| Refrigeración           | Líquida (Agua)                                              |
| Diámetro x Carrera      | 60,0 x 44,1mm. x 2                                          |
| Relación de compresión  | 11,0 :1.                                                    |
| Arranque                | Motor eléctrico.                                            |
| Encendido               | Electrónico digital CDI.                                    |
| Embrague                | manilla hidráulica.Multidisco en baño de aceite.            |
| Cambio                  | 5 Relaciones.                                               |
| Suspensión delantera    | Horquilla hidráulica con barras de 37mm. y recorrido 130mm. |
| Suspensión trasera      | Monoamortiguador de 110mm.                                  |
| Freno delantero         | 1 disco 296mm. pinza 2 pistones.                            |
| Freno trasero           | 1 disco 220mm. pinza 1 pistón.                              |
| Neumáticos              | 110/70-17 17" y 140/70-17 17"                               |
| Longitud total          | 2040mm.                                                     |
| Altura                  | 1050mm.                                                     |
| Anchura                 | 720mm.                                                      |
| Distancia entre ejes    | 1410mm.                                                     |
| Altura asiento          | 775 mm.                                                     |
| Peso en orden de marcha | 161 kg.                                                     |
| Capacidad Depósito      | 13 Litros.                                                  |